# Utetheisa clareae
Utetheisa clareae är en fjärilsart som beskrevs av Robinson 1971. Utetheisa clareae ingår i släktet Utetheisa och familjen björnspinnare. Inga underarter finns listade i Catalogue of Life.